# Philip Clark
Philip Corriston Clark (ur. 18 września 1898 w San Francisco, zm. 16 grudnia 1985 w Riverside) – amerykański sportowiec, olimpijczyk, zdobywca złotego medalu w turnieju rugby union na Letnich Igrzyskach Olimpijskich w 1924 roku w Paryżu.
Po zakończeniu kariery sportowej został geologiem i inżynierem w przemyśle petrochemicznym.

## Kariera sportowa
Podczas studiów na Stanford University występował w barwach Stanford Cardinal, następnie związał się z Olympic Club.
Z reprezentacją Stanów Zjednoczonych zagrał w turnieju rugby union na Letnich Igrzyskach Olimpijskich 1924. Wystąpił w jednym meczu tych zawodów – 11 maja Amerykanie wygrali na Stade de Colombes z Rumunami 37–0. Wygrywając oba pojedynki Amerykanie zwyciężyli w turnieju zdobywając tym samym złote medale igrzysk.
Był to jego jedyny występ w reprezentacji kraju.
Wraz z pozostałymi amerykańskimi złotymi medalistami w rugby union został w 2012 roku przyjęty do IRB Hall of Fame.